# 胡幹普
胡幹普（德語：Paul Hugentobler；1893年1月7日—1972年6月27日；聖名：保祿），是天主教瑞士籍神父及白冷外方傳教會會士。曾任黑龍江省齊齊哈爾宗座監牧區宗座監牧（1934年-1972年）。

## 生平
胡幹普出生於1893年1月7日在瑞士東北部聖加侖州的城鎮上比倫。1920年3月20日，胡幹普在27歲時晉鐸。其後，被派遣前往中國東北傳教。
1934年1月17日，齊齊哈爾宗座監牧英賀福神父在火車上被土匪殺害。同年11月9日，胡幹普神父在41歲獲時任教宗庇護十一世任命接替成為齊齊哈爾宗座監牧區宗座監牧。
1945年8月15日日本昭和天皇宣佈投降，中國共產黨在蘇聯的協助下，率先從滿洲國接收齊齊哈爾。1947年，宗座監牧胡幹普神父被捕。其後，胡神父與其他外籍傳教士先後被中國共產黨驅逐出境。
他曾出席1962年至1965年間舉行的梵蒂岡第二屆大公會議。1972年6月27日，胡幹普神父在瑞士中部琉森州的城鎮門茨瑙去世，享年79歲。